# Luci nel bosco
Luci nel bosco è una scultura di Luciano Minguzzi posta in Largo Paolo Grassi a Milano.

## Descrizione dell'opera
Come indicato da una targa, la scultura è dedicata «ai caduti per servizio istituzionale / vittime del dovere in tempo di pace».
Realizzata in bronzo, fu posizionata in prossimità del Piccolo Teatro nel 1989 per essere inaugurata nell'aprile 1990.
La scultura, insieme a quella dedicata a Sandro Pertini di Aldo Rossi, fu aspramente criticata e descritta come «un insieme di fascine metalliche e filo spinato che sembra ispirata ai lager». Secondo Camilla Cederna «È una delle vergogne di questa città».